# NORI (タレント)
NORI（のり、1987年1月11日 - ）は、日本のモデル・タレントである。血液型O型、身長178cm。イメージカラーはレッド。
神奈川県出身。好きな言葉は、「頑張った」「充実した」。

## 来歴
元[放映プロダクション]所属。
2004年、江ノ島海岸客引きランキング2位を獲得し、2005年に「NEWS江ノ島のお兄さん」海の家のお兄さん役で出演したことがある。2007年、サイパンへ移住。

## 人物
スポーツ観戦、ダーツ、ビリヤード、映画鑑賞、カラオケ等、多趣味で知られる。「ノリ」という愛称について本人は当初、女子高生の間でつけられた愛称として喜んでおり、その後雑誌に取り沙汰される時に多用されるようになる。本人はかなりのお笑い好きであり、吉本興業NSC生と交流がある。「疲れた」と言う言葉が嫌い。

## 出演

### ドラマ
- 2001年、神奈川TV 「14歳割れたのは心の傷」

### バラエティ
- 2005年、NEWS江ノ島のお兄さん

### CM / PV
- 2005年、TOYOTA CM
- 2006年、BLUE BIRD PV

### HPモデル
- 2004年、放映 HP
- 2007年、MEN'S KNUCKLE HP
- 2007年、AKROSS HP
- 2007年、ROOTS HP
- 2007年、LIP SERVICE HP

### MC
- 2006年、鵠沼海岸「和」EVENT  @鵠沼海岸
- 2006年、「Fine・RANZUKI」PARTY @江ノ島海岸
- 2006年、「Fine」“夏祭りレポート”　@白浜海岸
- 2007年、「あいのり」　@渋谷 CLUB camelot TOKYO
- 2007年、「egg・MEN'S KNUCKLE」PARTY　@歌舞伎町

## 雑誌
- 2006年 -2008年、Fine
- 2006年 - 2007年、湘南の歩き方
- 2007年 - 2008年、MEN'S KNUCKLE

## EVENT / PARTY
- 2005年、ClUB Fire 「濱」EVENT
- 2006年、ClUB Fire 「濱」EVENT
- 2006年、渋谷セレブPARTY　@江ノ島海岸
- 2006年、「Fine・RANZUKI」PARTY　@江ノ島海岸
- 2007年、ClUB MATRIX 「渚」EVENT
- 2007年、「egg・MEN'S KNUCKLE」PARTY　@歌舞伎町